# Letitia Elizabeth Landon

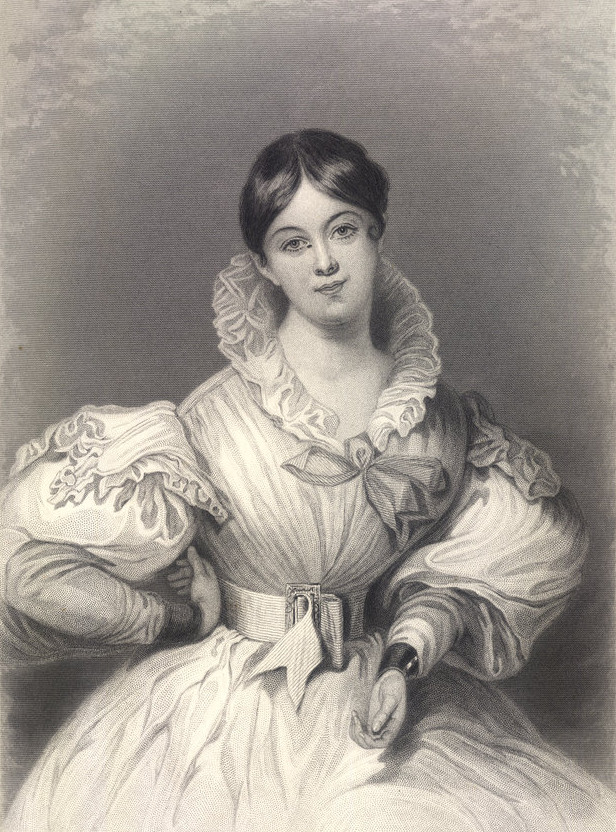
Letitia Elizabeth Landon

Letitia Elizabeth Landon (* 14. August 1802 in Chelsea (London); † 15. Oktober 1838 in Cape Coast Castle, Goldküste) war eine britische Dichterin und Romanschriftstellerin. Häufig schrieb die zu ihrer Zeit in Großbritannien wohlbekannte Autorin unter dem Pseudonym ihrer Initialen, L. E. L. Kurz nach ihrer im Juni 1838 zelebrierten Heirat mit George Maclean, dem Gouverneur von Cape Coast Castle, segelte sie mit diesem zu dem in Westafrika gelegenen britischen „Schutzgebiet“, starb dort aber wenige Monate später unter mysteriösen Umständen.

## Biografie

### Frühes Leben
Die am 14. August 1802 in 25 Hans Place in Chelsea zur Welt gekommene Letitia Elizabeth Landon entspross einer britischen Oberschichtfamilie, die vor Letitias Geburt aber wegen der Südseeblase viel von ihrem Vermögen eingebüßt hatte. Letitia war das älteste Kind des Heereslieferanten John Landon und einer Mutter walisischer Abstammung, Catherine Jane, geb. Bishop. Ihr Großvater, der ebenso wie ihr Vater John Landon hieß, war als Landpfarrer scharf gegen Dissenters eingestellt. Außer ihrem zwei Jahre jüngeren Bruder Whittington Henry, zu dem sie stets ein enges Verhältnis pflegte, hatte sie eine jüngere Schwester Elizabeth Jane, die von schwacher Gesundheit war und 1825 im Alter von nur 13 Jahren starb.
Schon seit früher Kindheit beherrschte Letitia Landon das Lesen. Ab ihrem fünften Lebensjahr besuchte sie in 22 Hans Place in Chelsea zwei Jahre lang dieselbe von der Dichterin Frances Rowden geleitete Schule, in der Mary Russell Mitford und Caroline Lamb ihre Bildung erhalten hatten. Hier erlangte Letitia gute Kenntnisse des Französischen. 1809 übersiedelten die Landons in ein großes Landhaus namens Trevor Park, das nahe East Barnet, einer Gegend im heutigen Norden Londons, lag. John Landon beschäftigte sich nun mit dem Projekt der Führung eines landwirtschaftlichen Musterbetriebs auf der nahegelegenen Coventry Farm. Letitia wurde inzwischen von ihrer älteren Kusine Elizabeth erzogen, las gerne, etwa Defoes Roman Robinson Crusoe, und zeigte bald Ansätze ihrer schriftstellerischen Begabung. Sie verstand es, lange Geschichten zu erfinden, die sie auch in metrische Form zu kleiden wusste. Oft durchwandelte sie die Spaziergänge des Trevor Park oder sie durchwachte die Nacht, indem sie laut ihre Verse hersagte.
Die Misswirtschaft des Verwalters seiner Farm und der Bankrott der Heereslieferagentur Adair & Co, an der er beteiligt war, brachten John Landon in eine schwierige finanzielle Lage, so dass er und seine Familie 1815 zuerst nach Fulham und 1816 nach Old Brompton umzogen, wo sie relativ abgeschieden lebten.

### Frühe literarische Tätigkeit
Die Umstände ihrer Familie führten die in der Übergangsphase von der Hochromantik zum Viktorianismus schreibenden Letitia Landon als junge Frau zur Veröffentlichung der Erzeugnisse ihrer Feder, die längere Zeit in kleineren Liedern und größeren episch-lyrischen Gedichten bestanden, bis sie später auch in Romanen einen glänzenden Prosastil entwickelte.
In Old Brompton machte Landon die Bekanntschaft ihres Nachbarn William Jerdan, Herausgeber der einflussreichen wöchentlichen Literaturzeitschrift Literary Gazette, dem ihre Mutter ihre frühen poetischen Versuche zur Durchsicht übergab. Jerdan schätzte Landons Lyrik recht positiv ein, so dass als ihr erstes veröffentlichtes Werk das Kurzgedicht Rome am 11. März 1820 in der Literary Gazette erschien; unterzeichnet war es mit der Initiale L.
Landon hoffte nun, durch ihre Schriftstellerei einiges Geld zu verdienen, da auch weiterhin ihre Gedichte von Jerdan publiziert wurden, der ihr treuester literarischer Freund blieb und nicht wenig zur Anerkennung ihres dichterischen Ruhms beitrug. Mit monetärer Unterstützung durch ihre Großmutter und deren Freundin, die Schauspielerin Sarah Siddons, gab sie unter ihrem vollständigen Namen im August 1821 die Gedichtsammlung The Fate of Adelaide. A Swiss Romantic tale and other poems heraus, die sich ganz gut verkaufte, woraus aber die Autorin aufgrund des einen Monat später erfolgten Bankrotts ihres Verlags keinen finanziellen Profit ziehen konnte.
Zu diesem Zeitpunkt begann Landon in Jerdans Auftrag mit regelmäßigen Veröffentlichungen von Poetical Sketches in der Literary Gazette, welche Beiträge zu dieser Zeitschrift sie unter dem Pseudonym „L. E. L.“ kontinuierlich bis zum Sommer 1824 schrieb. Zwar war ihr Lohn für diese schriftstellerische Betätigung gering, doch das öffentliche Interesse an der unbekannten Dichterin stieg beträchtlich und Spekulationen über ihre Identität blühten. Jerdan gab nicht bekannt, wer sie war, verriet aber bald angesichts zahlreicher Anfragen, dass es sich um eine junge Lady im Teenager-Alter handle. Landon wirkte in der Literary Gazette auch als einflussreiche Rezensentin, verfasste ihre Buchkritiken aber stets anonym, so dass ihr nur wenige zugeordnet werden können.
1824 erschien Landons über 300 Seiten umfassendes Werk The Improvisatrice, and other poems, das auf geteilte Beurteilung der Literaturkritiker stieß, aber viel Anklang beim Großteil ihrer Leserschaft fand und im ersten Jahr sechs Auflagen durchlief. Die junge Titelheldin, die Improvisatrice (d. h. Stegreifdichterin), erzählt darin als Rahmenhandlung die traurige Geschichte ihrer Liebe zu Lorenzo, der diese zwar erwidert, aber bereits mit einer anderen Frau namens Ianthe verlobt ist und sie auch heiratet. Nach dem Tod seiner Frau will er zu seiner Geliebten zurückkehren, die aber mittlerweile aus Liebeskummer ebenfalls verschieden ist und nur noch als Apollonpriesterin auf einem Gemälde sichtbar bleibt. In eingestreuten Berichten und Liedern schildert sie auch andere unglückliche Liebesbeziehungen.
Im gleichen Jahr 1824, kurz vor der Veröffentlichung der Improvisatrice, starb Landons Vater im Alter von 68 Jahren. Seine Familie verfügte damals nur über bescheidene finanzielle Mittel. Da sie sich mit ihrer Mutter zerstritt, zog Landon zu ihrer Großmutter mütterlicherseits, Mrs. Bishop, in die Londoner Sloane Street. Sie verwendete aber ihre mit der Zeit bedeutenden Einnahmen weiterhin größtenteils auf die Bezahlung der universitären Ausbildung ihres jüngeren Bruders Whittington Henry und zur Unterstützung ihrer Mutter. Die Veröffentlichung von The Troubadour. Catalogue of pictures, and historical sketches (1825) machte sie literarisch noch populärer, doch führten ihr gesellschaftlicher Stand als unabhängige, allein stehende Frau und die bevorzugte Thematisierung der Liebe in ihrer Lyrik dazu, dass ihr zahlreiche angebliche Affären unterstellt wurden. Boulevardmedien wie The Wasp brachten Skandalberichte über sie; so wurde 1826 darin behauptet, dass sie von Jerdan schwanger geworden sei. Laut einer im Jahr 2000 veröffentlichten Studie von Cynthia Lawford in der London Review of Books habe Landon tatsächlich eine 15-jährige geheime Liaison mit Jerdan gehabt und ihm zwischen 1822 und 1829 drei uneheliche Kinder, Ella, Fred and Laura, geboren. Landon und ihre Freunde bemühten sich stets, Gerüchte über ihr Sexualleben zu zerstreuen.
Als ihre Großmutter 1826 starb, übersiedelte Landon in eine Mansardenwohnung in ihrer alten Schule am Hans Place, die nun von den Damen Lance betrieben wurde. Sie publizierte die beiden Gedichtsammlungen The Golden Violet, with its tales of Romance and Chivalry; and other poems (1827) und The Venetian Bracelet, The Lost Pleiad, A History of the Lyre, and other poems (1829), deren langen Titelgedichte eine große Ähnlichkeit zu jenen ihrer früheren Werke The Improvisatrice und The Troubadour sowie jenem ihrer 1835 verfassten Sammlung The Vow of the Peacock, and other poems aufweisen. Den Inhalt dieser größeren lyrisch-epischen Dichtungen bilden Rittertum, Gesang und unglückliche Liebe. Ihr wachsender Ruhm schlug sich in zunehmender Nachahmung ihres dichterischen Stils nieder. Die Anstrengungen ihrer umfangreichen schriftstellerischen Tätigkeit trugen aber zu ihren häufigen Krankheiten wie Kopfschmerzen und Nervenleiden bei.

### Spätere Karriere als Romanschriftstellerin
Ab 1830 begann Landon mit dem Verfassen von Romanen, in denen sie die gereiften Erfahrungen ihres Lebens niederlegte. Zu diesem teilweisen Wechsel der Literaturgattung trug die Erkenntnis bei, dass der Roman nunmehr ein gefragteres Genre als die Dichtung wurde und dass sie durch ein Debüt auf diesem Gebiet wieder größeren öffentlichen Beifall finden und in der Folge ihre Finanzen weiter aufbessern könnte. In ihrem ersten Roman Romance and Reality (1831), der sich gut verkaufte, zeigte sie einen ganz anderen Schreibstil als in ihrer Lyrik, und die Rezensenten lobten ihre darin enthüllte geistreiche, satirische Kommentierung modernen Lebens. Das Werk ist ebenso wie ihre Romane Francesca Carrara (1834) und Ethel Churchill (1837) reich an lyrischem Gehalt, kräftig in der Charakterzeichnung und wirksam durch die Gruppierungen. Wie in Jane Austens Sense and Sensibility (1811) wird in Romance and Reality der Gegensatz seiner beiden Heldinnen herausgestellt. Die Autorin flicht in die Handlung auch ziemlich moralisierende Reflexionen ein.
Nun hatte sich Landon als fester Bestandteil der Londoner Literaturszene etabliert und nahm an zahlreichen Literaturtreffen teil, auf denen sie viele Besucher für sich einnehmen konnte, wenngleich sich etwa Disraeli ihr gegenüber abgeneigt zeigte. Die oft porträtierte, dunkelhaarige und braunäugige Autorin scheint sich sehr modebewusst gegeben und insbesondere exotischen Modetrends angehangen zu haben; so erscheint sie auf zahlreichen ihrer Bildnisse in Kleidern mit wallenden Keulenärmeln und enorme Hüte tragend.
In ihrem zweiten Roman Francesca Carrara entwirft Landon ein Porträt der royalistischen und puritanischen Parteiungen im England des 17. Jahrhunderts und am Hof Ludwigs XIV. Die fiktive, romantisch dargestellte Hauptfigur ist in eine melodramatische, wenngleich unwahrscheinliche Handlung eingebettet, die vor einem authentischen historischen Hintergrund spielt.
Im Juni 1834 unternahm Landon eine Vergnügungsreise nach Paris. Obwohl sie die Gelegenheit hatte, Persönlichkeiten wie Heine und Chateaubriand zu treffen, langweilten sie die Besichtigungstouren in der französischen Hauptstadt sowie der Umstand, dass es nur wenige bedeutende gesellschaftliche Ereignisse gab, die einen Besuch lohnten.

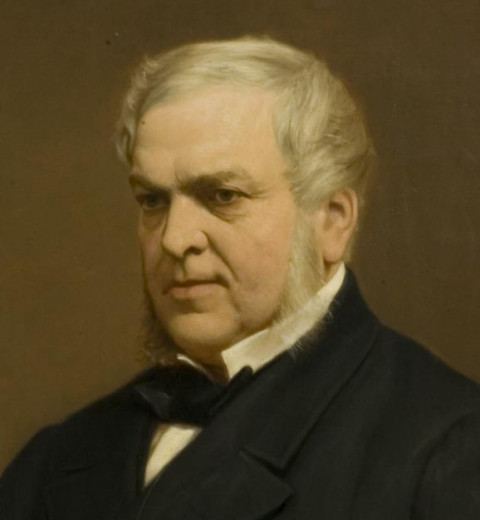
John Forster, Landons Kurzzeitverlobter

1834 verlobte sich Landon mit dem 10 Jahre jüngeren Publizisten John Forster, dem späteren Biographen von Charles Dickens. Doch die Mitte der 1820er Jahre erhobenen Vorwürfe anstößigen Umgangs mit Jerdan lebten wieder auf und wurden auf Verhältnisse mit William Maginn, Daniel Maclise und Edward Bulwer-Lytton ausgeweitet. Forster forderte von Landon eine Widerlegung dieser Gerüchte, woraufhin sie ihm empfahl, hierzu ihre Freunde zu befragen. Zwar zeigte sich Forster danach von ihrer Unschuld überzeugt und bat sie um ihre Hand, doch sie löste stattdessen die Verlobung auf, und zwar nach ihrer Darstellung gegenüber ihrem Freund Bulwer-Lytton, da sie keine Ehe mit einem Mann von so wenig Feingefühl eingehen wolle. Für einige Zeit war sie nun sehr depressiv.
Landons 1836 veröffentlichtes Werk Traits and Trails of Early life, das Anfang der 1840er Jahre bereits seine dritte Auflage erlebte, stellt eine Gruppe von moralistischen Kurzgeschichten für junge Leute dar und sollte wohl das neuentdeckte jugendliche Publikum als Leserschaft gewinnen. Eine bemerkenswerte Weiterentwicklung ihrer Romantechnik und eine realistischere Darstellung der Charaktere zeigte Landon in Ethel Churchill (1837). Der typisch frühviktorianische Roman wurde trotz mancher Schwächen wie zu großer Sentimentalität und überhäufiger Einschübe persönlicher Betrachtungen der Autorin von englischen Literaturkritikern für ihr gelungenstes Prosawerk gehalten.
Ferner schrieb Landon seit den frühen 1820er Jahren viele kleinere Gedichte für die Literary Gazette, das New Monthly Magazine und andere Zeitschriften sowie insbesondere für einige damals sehr in Mode befindliche Almanache, Vorläufer moderner luxuriöser Bildbände. Ihre Dichtungen zeichnen sich durch sanfte Wehmut, zartes Gefühl, reiche Fantasie und gelungenen Ausdruck aus. Beispielsweise gab sie ab 1832 Fisher’s Drawing Room Scrap Book heraus und verfasste dessen gesamten lyrischen Inhalt zu darin abgebildeten Stichen. Viele dieser Gedichte schrieb sie zur Illustration von Stichen aus dem Skizzenbuch von Captain Robert Elliott, der für die Britische Ostindien-Kompanie tätig gewesen und ein Freund von Landons einstiger Hausgenossin Emma Roberts war. Am Ende der 1835er-Ausgabe von Fisher’s Drawing Room Scrap Book inkludierte Landon u .a. das acht Seiten umfassende, den Mythos der Schlangenfrau Melusine verarbeitende Poem The Fairy of the Fountains, das mit Samuel Taylor Coleridges Christabel und John Keats Ballade La Belle Dame sans Merci (1819) konkurriert. Außerdem entwarf Landon auch die Gedichte zu The Easter Gift (1832), zum Book of Beauty(1833) und zu den Flowers of Loveliness (1838). Die größte Meisterschaft in der improvisationsartigen Kunst, aus Gemälden Stoffe für Gelegenheitsgedichte zu ziehen, bewies sie in ihren Subjects for pictures (New Monthly Magazine, 1836–38).

### Heirat und Tod
Im Oktober 1836 traf Landon bei einer im Haus von Matthew Forster abgehaltenen Tischgesellschaft George Maclean, Gouverneur von Cape Coast Castle (im heutigen Ghana), der sich gerade auf Heimaturlaub befand. Bald begannen die beiden eine Beziehung. Doch Anfang des nächsten Jahres verließ Maclean die Autorin zu deren Verdruss wieder und zog sich nach Schottland zurück. Gerüchteweise sollte er schon eine afrikanische Frau haben. Auf Drängen von Landons Freunden kam Maclean schließlich wieder nach London und heiratete Landon dort heimlich am 7. Juni 1838 in der Kirche St Mary’s, Bryanston Square. Am 5. Juli, kurz nach der Krönung Königin Victorias, segelte das frisch getraute Ehepaar von der südenglischen Hafenstadt Portsmouth ab, nahm Kurs auf die westafrikanische Küste und kam am 16. August 1838 an seinem Reiseziel, Cape Coast Castle, an.
Landons während der folgenden zwei Monate verfasste Briefe an Freunde geben widersprüchliche Berichte über ihre Gesundheit und Gefühle. Nach diesem kurzen Zeitraum starb sie unter geheimnisvollen Umständen. Am Morgen des 15. Oktober 1838 wurde sie von ihrer Dienerin, Emily Bailey, tot in ihrem Schlafzimmer gefunden. Sie lag ausgestreckt am Boden; ihre Hand hielt ein leeres Fläschchen mit Blausäure. Bei einer am folgenden Nachmittag vorgenommenen gerichtlichen Untersuchung vertrat der diensttuende Arzt die Ansicht, dass keine Autopsie notwendig sei. Doch die eidesstattlichen Aussagen der Zeugen, u. a. von Maclean und Mrs. Bailey, sind widersprüchlich und lückenhaft. Die Leichenbeschaukommission schrieb die Ursache des Todes der Dichterin der unvorsichtigen Einnahme einer Überdosis der Blausäure zu, welche hochgiftige Substanz sie in stark verdünnter Form als Arznei gegen Krämpfe angewendet habe. Landons Leichnam wurde am selben Abend am Übungsplatz von Cape Coast Castle beigesetzt.
Die mysteriösen Umstände von Landons im Alter von nur 36 Jahren erfolgtem Tod sowie die hastige und ungenaue Prüfung von dessen Ursache führten in England zu Spekulationen, dass die Dichterin sich selbst getötet habe oder das Opfer der Rache der angeblichen ehemaligen afrikanischen Geliebten ihres Gatten geworden sei. Auch Maclean selbst wurde des Mordes an seiner Gemahlin verdächtigt. Doch trotz der Bemühungen ihrer Familie und mancher ihrer Freunde, die bald zahlreiche Denkschriften über die Verblichene verfassten, konnte die offizielle Version einer versehentlichen Vergiftung nicht widerlegt werden. Ihre Todesumstände gelten aber nach wie vor als nicht zufriedenstellend erklärt. Aufgrund ihres frühen und geheimnisumwitterten Ablebens blieb sie ihren Landsleuten lange in Erinnerung. Auf spätere viktorianische Dichterinnen wie Elizabeth Barrett Browning übte sie beträchtlichen Einfluss aus.

## Werke
- The Fate of Adelaide. A Swiss Romantic tale and other poems. London: John Warren, 1821.
- Fragments in Rhyme. London. The Literary Gazette, 1822–23.
- Poetic Sketches (5 series). London. The Literary Gazette, 1822–24.
- Medallion Wafers. London. The Literary Gazette, 1823.
- Poetical Catalogue of Pictures. London. The Literary Gazette, 1823.
- The Improvisatrice and other poems, with embellishments. London: Hurst, Robinson & Co., 1824; Boston: Munroe & Francis, 1825.
- The Troubadour. Catalogue of pictures, and historical sketches. London: Hurst, Robinson and Co., 1825; Philadelphia: Carey, 1825.
- The Golden Violet, with its tales of Romance and Chivalry; and other poems. London, Longman, Rees, Orme, Brown, and Green, 1827; Philadelphia: H. C. Carey & I. Lea, 1827.
- The Venetian Bracelet, The Lost Pleiad, A History of the Lyre, and other poems. London, Longman, Rees, Orme, Brown, and Green, 1829; Boston: Cottons & Barnard, 1830.
- Romance and Reality. 3 Bde., London: Henry Colburn and Richard Bentley, 1831; 2 Bde., New York: J. & J. Harper, 1832.
- The Easter Gift, A Religious Offering. London: Fisher, Son, & Co, 1832.
- Fisher’s Drawing Room Scrap Books. 8 Bde., London & Paris: Fisher, Son, & Co., 1832–1839.
- The Book of Beauty; or, Regal Gallery. London: Rees, Orme, Brown, Green, and Longmans, 1833.
- The Enchantress and Other Tales. In: The Novelists Magazine 1 (1833): 90-118.
- Metrical versions of the Odes tr. in Corinne or Italy by Madame de Staël tr. by Isabel Hill. London: Richard Bentley, 1833.
- Francesca Carrara. 3 Bde., London: Richard Bentley, 1834; Philadelphia, 1835.
- The Vow of the Peacock, and other poems. London: Saunders and Otley, 1835.
- Versions from the German. London: The Literary Gazette, 1835.
- Traits and Trials of Early Life. London: H. Colburn, 1836; Philadelphia: E. L. Carey & A. Hart, 1837.
- Subjects for Pictures. London: The New Monthly Magazine, 1836–38.
- Ethel Churchill; or, The Two Brides. 3 Bde., London: Henry Colburn, 1837; Philadelphia, 1838.
- Flowers of Loveliness. London: Ackerman & Co., 1838.
- Duty and Inclination: A Novel (als Hrsg.). London: Henry Colburn, 1838.
- The Female Picture Gallery. London: The New Monthly Magazine, 1838 und Laman Blanchard.
- Castruccio Castrucani, a tragedy in 5 acts. 1838, in: Laman Blanchard.
- The Zenana, and minor poems of Letitia Elizabeth Landon. London: Fisher, Son & Co, 1839.

## Ausgaben
- W. B. Scott (Hrsg.): The poetical works of Letitia Elizabeth Landon with an introductory memoir, 1873, neue Ausg. 1880.
- F. J. Sypher (Hrsg.): Poetical works of Letitia Elizabeth Landon, ‘L.E.L.’, 1990.
- Jerome McGann und Daniel Riess (Hrsg.): Letitia Elizabeth Landon. Selected Writings, Peterborough, Ontario, 1997 (moderne kritische Ausgabe).